# Phreatoicoides gracilis
Phreatoicoides gracilis is een pissebed uit de familie Hypsimetopidae. De wetenschappelijke naam van de soort is voor het eerst geldig gepubliceerd in 1900 door Sayce.